# Championnat d'Europe des moins de 19 ans féminin de handball 2013
Navigation
Pays-Bas 2011 Espagne 2015
Le championnat d'Europe des moins de 19 ans féminin de handball 2013 est la 9e édition du tournoi. Il se déroule au Danemark du 1er au 11 août 2013.
Grâce à sa victoire face à la Hongrie en finale (36-28), la Russie rejoint le Danemark au premier rang des équipes les plus titrées dans la compétition avec un troisième sacre. Le Danemark, tenant du titre, complète le podium. 

## Résultats

### Tour final
|  | Demi-finales | Demi-finales | Demi-finales | Demi-finales |                               |        | Finale  | Finale  | Finale  | Finale  |
|  |              |              |              |              |                               |        |         |         |         |         |
|  | 10 août      | 10 août      | 10 août      | 10 août      |                               |        | 11 août | 11 août | 11 août | 11 août |
|  | Russie       | Russie       | 35           | 35           |                               |        | 11 août | 11 août | 11 août | 11 août |
|  | Russie       | Russie       | 35           | 35           |                               |        | 11 août | 11 août | 11 août | 11 août |
|  | Danemark     | Danemark     | 33           | 33           |                               |        | 11 août | 11 août | 11 août | 11 août |
|  | Danemark     | Danemark     | 33           | 33           | Russie                        | Russie | 36      | 36      |         |         |
|  | 10 août      |              |              |              | Russie                        | Russie | 36      | 36      |         |         |
|  |              |              | Hongrie      | Hongrie      | 28                            | 28     |         |         |         |         |
|  | Hongrie      | Hongrie      | Hongrie      | Hongrie      | 28                            | 28     | 28      | 28      |         |         |
|  | Hongrie      | Hongrie      |              |              |                               |        |         | 28      |         |         |
|  | Norvège      | Norvège      | 20           | 20           |                               |        |         |         |         |         |
|  | Norvège      | Norvège      | 20           | 20           | Match pour la troisième place |        |         |         |         |         |
|  |              |              |              |              |                               |        |         |         |         |         |
|  | 11 août      |              |              |              |                               |        |         |         |         |         |
|  | Danemark     | Danemark     | 33           | 33           |                               |        |         |         |         |         |
|  | Danemark     | Danemark     | 33           | 33           |                               |        |         |         |         |         |
|  | Norvège      | Norvège      | 22           | 22           |                               |        |         |         |         |         |
|  | Norvège      | Norvège      | 22           | 22           |                               |        |         |         |         |         |

## Le vainqueur
| Champion d'Europe des moins de 19 ans 2013 Russie 3e victoire |

## Classement final
Le classement final de la compétition est :
| Rang                      | Équipe       |
| ------------------------- | ------------ |
| Médaille d'or, monde      | Russie       |
| Médaille d'argent, monde  | Hongrie      |
| Médaille de bronze, monde | Danemark     |
| 4                         | Norvège      |
| 5                         | Roumanie     |
| 6                         | Pays-Bas     |
| 7                         | France       |
| 8                         | Suède        |
| 9                         | Autriche     |
| 10                        | Allemagne    |
| 11                        | Espagne      |
| 12                        | Slovénie     |
| 13                        | Croatie      |
| 14                        | Rép. tchèque |
| 15                        | Portugal     |
| 16                        | Slovaquie    |

## Statistique et récompenses

### Équipe-type du tournoi
L'équipe-type du tournoi est :
- Meilleure joueuse : Anna Viakhireva,   Russie
- Gardienne : Zsófi Szemerey,   Hongrie
- Ailière gauche : Ekaterina Tchernova,   Russie
- Arrière gauche :  Anne Mette Hansen,  Danemark
- Demi-centre : Daria Dmitrieva,   Russie
- Arrière droite : Luca Szekerczés,   Hongrie
- Ailière droite : Kelly Vollebregt,  Pays-Bas
- Pivot : Jenny Groeten,  Pays-Bas
- Défenseur : Annika Meyer,  Danemark

Meilleure marqueuse
- Monica Soares  Portugal avec 50 buts

## Effectif des équipes sur le podium

### Champion d'Europe:Russie
Composition de l'équipe:
- Alena Amelchenko
- Alena Ikhneva
- Daria Dmitrieva
- Elizaveta Malashenko
- Ekaterina Tchernova
- Nelli Pankovichenko
- Polina Vedekhina
- Anna Viakhireva
- Evelina Anochkina
- Iulia Golikova
- Xenia Karpacheva
- Karina Pavlova
- Evgenia Petrova
- Daria Rusinova
- Kira Trusova
- Olesya Tsivka

### Deuxième:Hongrie
Composition de l'équipe:
- Gabriella Tóth
- Dorina Korsós
- Rea Mészáros
- Luca Szekerczés
- Krisztina Barany
- Mercédesz Walfisch
- Szederke Sirián
- Blanka Bíró
- Nikolett Buzsáki
- Annamaria Ferenczi
- Dóra Ivanics
- Ivett Kurucz
- Viktória Lukács
- Eva Schneider
- Zsófi Szemerey
- Noémi Virág

### Troisième:Danemark
Composition de l'équipe:
- Anne Mette Hansen
- Louise Aaskov
- Line Haugsted
- Nadia Offendal
- Mette Tranborg
- Amalie Wichmann
- Freja Cohrt
- Rikke Slumstrup Jensen
- Matilde Nielsen
- Line Werngreen-Nielsen
- Sofie Baek Andersen
- Christina Elm
- Nadja Jensen
- Annika Meyer
- Kristina Sommer
- Ditte Vind